# John Franklin Enders
John Franklin Enders (10.2.1897 – 8.9.1985) là một nhà khoa học người Mỹ, đã đoạt giải Nobel Sinh lý và Y khoa năm 1954. Enders cũng được gọi là "cha đẻ của vaccine hiện đại".

## Cuộc đời và Sự nghiệp
Enders sinh tại West Hartford, Connecticut. Ông học trường Noah Webster ở Hartford và trường St. Paul's School ở Concord, New Hampshire. Sau đó ông học ở Đại học Yale một thời gian ngắn, trước khi gia nhập Đoàn Không quân quân đội Hoa Kỳ năm 1918.
Sau khi thế chiến thứ nhất kết thúc, ông trở lại học và tốt nghiệp ở đại học Yale, nơi ông là hội viên của Scroll and Key cũng như Delta Kappa Epsilon. Năm 1922 ông làm nghề kinh doanh địa ốc và đã thử làm nhiều nghề khác nhau, trước khi chọn lãnh vực sinh học, chuyên nghiên cứu các bệnh nhiễm trùng. Năm 1930 ông đậu bằng tiến sĩ ở Đại học Harvard.
Năm 1954, khi làm việc ở Bệnh viện nhi Boston, Enders với Thomas Huckle Weller, và Frederick Chapman Robbins cùng đoạt giải Nobel Sinh lý và Y khoa "cho công trình khám phá ra khả năng các virus của bệnh viêm tủy xám lớn lên trong môi trường nuôi cấy ở nhiều kiểu mô".
Enders từ trần ngày 8 tháng 9 năm 1985 ở Waterford, Connecticut, thọ 88 tuổi.

## Giải thưởng và Vinh dự
- 1953: được bầu vào Viện hàn lâm Khoa học quốc gia Hoa Kỳ
- 1953: giải Passano
- 1954: giải Albert Lasker cho nghiên cứu Y học cơ bản
- 1954: giải Nobel Sinh lý và Y khoa
- 1955: Huy chương Charles V. Chapin
- 1955: Huy chương Gordon Wilson
- 1958: được đua vào Polio Hall of Fame ở Warm Springs, Georgia
- 1961: nhân vật trong năm của tạp chí TIME
- 1962: Huy chương Robert Koch (Đức)
- 1963: Giải Robert Koch (Đức)
- 1963: Huân chương Tự do Tổng thống
- 1967: Hội viên nước ngoài của Hội hoàng gia Luân Đôn (tương đương Viện Hàn lâm Khoa học ở các nước khác)
- 1981: Huy chương Galen của Worshipful Society of Apothecaries, London.

Bằng tiến sĩ danh dự của 13 trường đại học.